# Polleniopsis nigripalpis
Polleniopsis nigripalpis är en tvåvingeart som beskrevs av Yu. G. Verves 1992. Polleniopsis nigripalpis ingår i släktet Polleniopsis och familjen spyflugor.
Artens utbredningsområde är Sri Lanka. Inga underarter finns listade i Catalogue of Life.